# Pueblos originarios

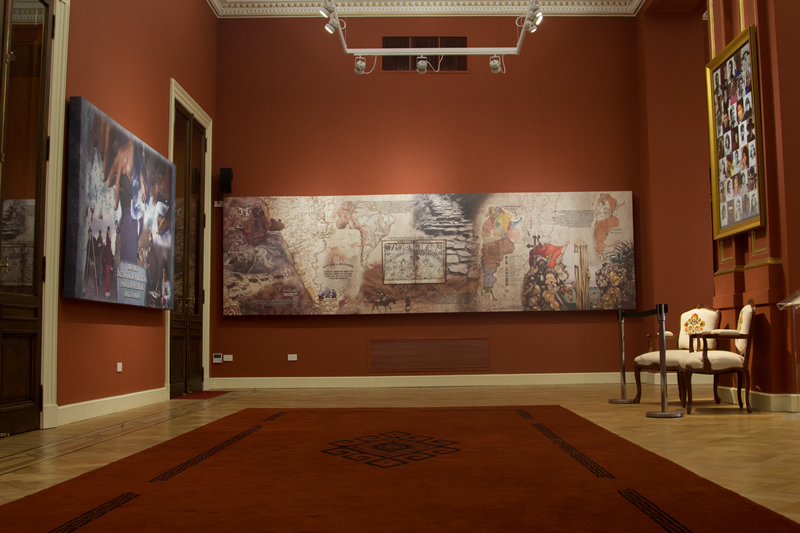
El por entonces Salón de los Pueblos Originarios (renombrado en 2024 como Salón Héroes de Malvinas) en la Casa Rosada, casa de gobierno de Argentina.

Pueblos originarios es una denominación colectiva aplicada a las comunidades indígenas de América, corresponde a los grupos de humanos descendientes de culturas precolombinas que han mantenido sus características culturales y sociales. La mayoría de ellos con su lengua propia.
El uso del término se ha difundido por su empleo en los estudios culturales, las cátedras universitarias y la prensa, en los cuales se lo considera una manera políticamente correcta de referirse a las comunidades previamente denominadas «indígenas».

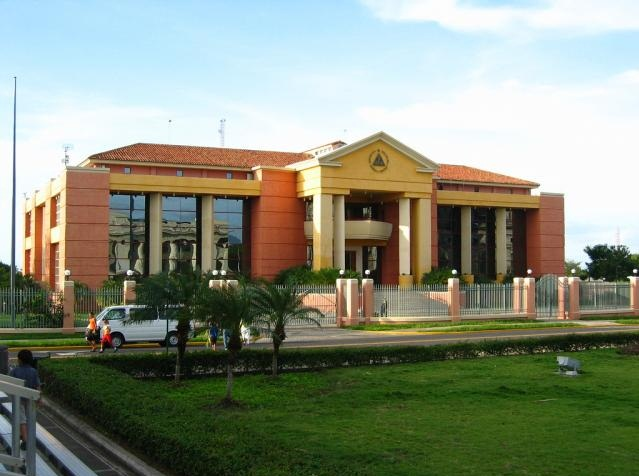
Vista de la Casa de los Pueblos en Managua, Nicaragua.

Jorge Fernández Chiti argumenta que otra denominación común para los pueblos autóctonos de América ―como «indio»― es etnocentrista e impuesta por los colonizadores como manera de destruir su identidad. De este modo el término «indio» (‘habitante de la India’), o incluso «amerindio», refleja las erróneas ideas de los conquistadores europeos, quienes creían haber encontrado en el continente americano la costa oriental de la India.

## Otras denominaciones
«Aborígenes» (del latín ad origine) significa ‘[que vive en el lugar] desde el origen’.
«Indígenas» significa ‘población de allí’.
Una definición más descriptiva, y no limitada a los marcos de la etimología, apunta a que «son los descendientes de quienes estaban en el lugar antes de la llegada de otros que ahora constituyen la sociedad mayoritaria y dominante. Se definen en parte por su ascendencia, en parte por los rasgos particulares que indican su diferencia en relación con quienes llegaron más tarde, y en parte por la visión que tienen de sí mismos».

## Pueblos originarios
- Pueblos indígenas de Argentina
- Pueblos indígenas de Belice
- Pueblos indígenas de Brasil
- Pueblos indígenas de Bolivia
- Pueblos indígenas de Canadá
- Pueblos indígenas de Chile
- Pueblos indígenas de Colombia
- Pueblos indígenas de Costa Rica
- Pueblos indígenas de Ecuador
- Pueblos indígenas de El Salvador
- Pueblos indígenas de Estados Unidos
- Pueblos indígenas de Guatemala
- Pueblos indígenas de Honduras
- Pueblos indígenas de México
- Pueblos indígenas de Nicaragua
- Pueblos indígenas de Panamá
- Pueblos indígenas de Paraguay
- Pueblos originarios de Perú
- Pueblos indígenas del Uruguay
- Pueblos indígenas de Venezuela